# Dominic Eibu
Dominic Eibu M.C.C.J. (ur. 30 kwietnia 1970 w Lwala) – ugandyjski duchowny rzymskokatolicki, biskup diecezjalny Kotido od 2023.

## Życiorys

### Prezbiterat
Święcenia kapłańskie przyjął 15 sierpnia 2002 w zakonie kombonianów. Był m.in. dyrektorem zakonnej szkoły podstawowej w Chartumie, wiceprzełożonym chartumskiej prowincji komboniańskiej, dyrektorem scholastykatu w Kairze oraz proboszczem zakonnej parafii w tym mieście.

### Episkopat
25 października 2022 roku został mianowany przez papieża Franciszka biskupem diecezji Kotido. Sakry udzielił mu 14 stycznia 2023 arcybiskup Emmanuel Obbo.